# Troyes-6 (tổng)
Tổng Troyes-6 là một tổng của Pháp nằm ở tỉnh Aube trong vùng Grand Est.
Tổng này được tổ chức xung quanh Troyes ở quận Troyes. 

## Các đơn vị hành chính
| Xã                      | Dân số     | Mã bưu chính | Mã insee |
| ----------------------- | ---------- | ------------ | -------- |
| Laines-aux-Bois         | 461        | 10120        | 10186    |
| Saint-André-les-Vergers | 11 125     | 10120        | 10333    |
| Saint-Germain           | 2 152      | 10120        | 10340    |
| Troyes                  | 60 958 (1) | 10000        | 10387    |

(1) một phần xã.

## Thông tin nhân khẩu
| 1962                                                     | 1968 | 1975 | 1982   | 1990   | 1999   |
| -------------------------------------------------------- | ---- | ---- | ------ | ------ | ------ |
| -                                                        | -    | -    | 12 194 | 13 508 | 13 738 |
| Nombre retenu à partir de 1962 : dân số không tính trùng |      |      |        |        |        |